# ربکا اسکاون
ربکا اسکاون (انگلیسی: Rebecca Scown؛ زادهٔ ۱۰ اوت ۱۹۸۳) قایقران روئینگ اهل نیوزیلند است.
وی در مسابقات کشوری و بین‌المللی در مجموع برندهٔ ۲ مدال طلا، ۲ مدال نقره، ۵ مدال برنز شده‌است.